# Play-offs Nederlands voetbal 2024
De play-offs van het Nederlands voetbal in 2024 werden na afloop van de reguliere competitie gespeeld. Hierin streden 4 clubs uit de Eredivisie voor deelname aan de UEFA Conference League. Daarnaast speelden een zevental clubs voor promotie/handhaving naar/in de Eredivisie. Tijdens deze wedstrijden was er ook een video-assistent (VAR) aanwezig.
Daarnaast speelden een achttal clubs voor promotie/handhaving naar/in de Tweede divisie en een zestiental clubs voor promotie/handhaving naar/in de Derde divisie.

## Play-offs voor de UEFA Conference League
Deze play-offs werden gespeeld door de nummers 6 tot en met 9 van de Eredivisie. Aan het eind van het seizoen werden de volgende Europese tickets toegewezen:
- Eredivisie #1: competitiefase Champions League
- Eredivisie #2: competitiefase Champions League
- Eredivisie #3: derde voorronde Champions League
- Eredivisie #4: competitiefase Europa League (ticket van het KNVB Bekertoernooi) 1
- Eredivisie #5: tweede voorronde Europa League 1
- Eredivisie play-offs (#6, #7, #8 of #9): tweede voorronde Conference League 1

1 De clubs op de plekken vijf tot en met acht spelen normaliter in de play-offs om één ticket dat recht geeft tot toegang tot de tweede kwalificatieronde van de Conference League. Dat zijn respectievelijk Ajax, N.E.C., FC Utrecht en Sparta Rotterdam. AZ plaatst zich direct voor de competitiefase van de Europa League, omdat Feyenoord de TOTO KNVB Beker heeft gewonnen, maar zich voor de competitiefase van de Champions League heeft geplaatst. Het ticket voor de tweede voorronde van de Europa League werd doorgeschoven van de vierde naar de vijfde plaats in de reguliere ranglijst. In dit geval hoeft Ajax de play-offs niet te spelen en daarom kreeg ook de nummer negen (Go Ahead Eagles) een ticket voor de play-offs.
Vanaf dit seizoen werden de play-offs over één wedstrijd per ronde gespeeld met als regel dat bij een gelijke stand na 90 minuten er werd verlengd en eventueel overgaan werd op het nemen van strafschoppen. De club met de hoogste classificatie speelde thuis.

### Wedstrijdschema
|  | halve finales 23 mei | halve finales 23 mei | halve finales 23 mei     |   |        | finale 26 mei | finale 26 mei | finale 26 mei |
|  |                      |                      |                          |   |        |               |               |               |
|  | ERE7                 | FC Utrecht           | 3                        |   |        |               |               |               |
|  | ERE8                 | Sparta Rotterdam     | 1                        |   |        |               |               |               |
|  | ERE8                 | Sparta Rotterdam     | 1                        |   | B      | FC Utrecht    | 1             |               |
|  |                      |                      |                          |   | B      | FC Utrecht    | 1             |               |
|  |                      | A                    | Go Ahead Eagles (w.n.v.) | 2 |        |               |               |               |
|  | ERE6                 | A                    | Go Ahead Eagles (w.n.v.) | 2 | N.E.C. | 1             |               |               |
|  | ERE6                 |                      |                          |   | N.E.C. | 1             |               |               |
|  | ERE9                 | Go Ahead Eagles      | 2                        |   |        |               |               |               |

### Halve finales

#### Wedstrijd A
|                       |          |         |                          | |
| 23 mei 2024 18:45 uur | N.E.C.   | 1 – 2   | Go Ahead Eagles          | Stadion: Goffertstadion, Nijmegen Toeschouwers: 12.036 Scheidsrechter: Nijhuis Video-assistent: Manschot |
| 23 mei 2024 18:45 uur | Sano 57' | Verslag | 77' Stokkers 86' Rommens | Stadion: Goffertstadion, Nijmegen Toeschouwers: 12.036 Scheidsrechter: Nijhuis Video-assistent: Manschot |
| 23 mei 2024 18:45 uur |          |         |                          | Stadion: Goffertstadion, Nijmegen Toeschouwers: 12.036 Scheidsrechter: Nijhuis Video-assistent: Manschot |
| 23 mei 2024 18:45 uur |          |         |                          | Stadion: Goffertstadion, Nijmegen Toeschouwers: 12.036 Scheidsrechter: Nijhuis Video-assistent: Manschot |
|                       |          |         |                          | |

#### Wedstrijd B
|                       |                                       |         |                  | |
| 23 mei 2024 21:00 uur | FC Utrecht                            | 3 – 1   | Sparta Rotterdam | Stadion: Stadion Galgenwaard, Utrecht Toeschouwers: 20.092 Scheidsrechter: Makkelie Video-assistent: Ruperti |
| 23 mei 2024 21:00 uur | Flamingo 41' Lammers 70' Jensen 90+2' | Verslag | 38' Lauritsen    | Stadion: Stadion Galgenwaard, Utrecht Toeschouwers: 20.092 Scheidsrechter: Makkelie Video-assistent: Ruperti |
| 23 mei 2024 21:00 uur |                                       |         |                  | Stadion: Stadion Galgenwaard, Utrecht Toeschouwers: 20.092 Scheidsrechter: Makkelie Video-assistent: Ruperti |
| 23 mei 2024 21:00 uur |                                       |         |                  | Stadion: Stadion Galgenwaard, Utrecht Toeschouwers: 20.092 Scheidsrechter: Makkelie Video-assistent: Ruperti |
|                       |                                       |         |                  | |

### Finale

#### Wedstrijd C
|                                                                                         |                          |              |                                    | |
| 26 mei 2024 18:00 uur                                                                   | FC Utrecht               | 1 – 2 (n.v.) | Go Ahead Eagles                    | Stadion: Stadion Galgenwaard, Utrecht Toeschouwers: 22.574 Scheidsrechter: Lindhout Video-assistent: Higler |
| 26 mei 2024 18:00 uur                                                                   | Viergever 31' Fraulo 87' | Verslag      | 90+1' (e.d.) Viergever 117' Kramer | Stadion: Stadion Galgenwaard, Utrecht Toeschouwers: 22.574 Scheidsrechter: Lindhout Video-assistent: Higler |
| 26 mei 2024 18:00 uur                                                                   |                          |              |                                    | Stadion: Stadion Galgenwaard, Utrecht Toeschouwers: 22.574 Scheidsrechter: Lindhout Video-assistent: Higler |
| 26 mei 2024 18:00 uur                                                                   |                          |              |                                    | Stadion: Stadion Galgenwaard, Utrecht Toeschouwers: 22.574 Scheidsrechter: Lindhout Video-assistent: Higler |
| Bijz.: Go Ahead Eagles plaatste zich voor de tweede voorronde van de Conference League. |                          |              |                                    | |

## Play-offs om promotie/degradatie Eredivisie/Eerste divisie
In de periode van 13 mei tot en met 2 juni werden de play-offs om promotie/degradatie tussen de Eerste divisie en de Eredivisie gespeeld. De play-offs werden gespeeld door de nummer 16 van de Eredivisie 2023/24, aangevuld met zes clubs uit de Eerste divisie 2023/24. De nummer 17 en nummer 18 van de Eredivisie degradeerden direct. De kampioen en nummer 2 van de Eerste divisie promoveerden direct.
Van de zes clubs uit de Eerste divisie 2023/24 kregen vier teams het recht tot deelname aan de play-offs op grond van de resultaten in de perioden. Dit waren:
- Periode 1: Roda JC Kerkrade
- Periode 2: Willem II
- Periode 3: FC Groningen
- Periode 4: FC Groningen (Het play-offticket werd doorgeschoven naar de reguliere eindstand, omdat FC Groningen al de derde periode had gewonnen)

Willem II (kampioen) en FC Groningen (nummer 2) promoveerden direct naar de Eredivisie, daardoor werden de play-offtickets doorgeschoven naar de eerstvolgende hoogst geklasseerde club (die het recht tot deelname aan de play-offs nog niet heeft verkregen) in de reguliere eindstand.
De deelnemende clubs voor de eerste ronde waren zes clubs uit de Eerste divisie en dat waren: Roda JC Kerkrade (ED3), FC Dordrecht (ED4), ADO Den Haag (ED5), De Graafschap (ED6), FC Emmen (ED7) en NAC Breda (ED8).
De deelnemende club voor de halve finales was de nummer 16 van de Eredivisie en dat was: Excelsior Rotterdam (ERE16).
De clubs uit de Eerste divisie kregen een classificatie mee op basis van de eindstand van de ranglijst. Zo was de club die derde eindigt aangeduid met ED3 en tot en met ED8 voor de clubs op de plaatsen tot en met 8.
Tevens werden deze play-offs over twee wedstrijden per ronde gespeeld met als regel dat bij een gelijke stand over die twee wedstrijden er werd verlengd en eventueel overgaan werd op het nemen van strafschoppen. De club met de hoogste classificatie speelde in de tweede wedstrijd thuis.

### Wedstrijdschema
|  | eerste ronde 13/14 en 17/18 mei | eerste ronde 13/14 en 17/18 mei | eerste ronde 13/14 en 17/18 mei | eerste ronde 13/14 en 17/18 mei | eerste ronde 13/14 en 17/18 mei |   |   | halve finales 21/22 en 25 mei | halve finales 21/22 en 25 mei | halve finales 21/22 en 25 mei | halve finales 21/22 en 25 mei | halve finales 21/22 en 25 mei |   |           | finale 28 mei en 2 juni | finale 28 mei en 2 juni | finale 28 mei en 2 juni | finale 28 mei en 2 juni | finale 28 mei en 2 juni |
|  |                                 |                                 |                                 |                                 |                                 |   |   |                               |                               |                               |                               |                               |   |           |                         |                         |                         |                         |                         |
|  | ED8                             | NAC Breda                       | 3                               | 5                               | 8                               |   |   |                               |                               |                               |                               |                               |   |           |                         |                         |                         |                         |                         |
|  | ED3                             | Roda JC Kerkrade                | 1                               | 0                               | 1                               |   |   |                               |                               |                               |                               |                               |   |           |                         |                         |                         |                         |                         |
|  | ED3                             | Roda JC Kerkrade                | 1                               | 0                               | 1                               |   | A | NAC Breda                     | 1                             | 3                             | 4                             |                               |   |           |                         |                         |                         |                         |                         |
|  |                                 |                                 |                                 |                                 |                                 |   | A | NAC Breda                     | 1                             | 3                             | 4                             |                               |   |           |                         |                         |                         |                         |                         |
|  |                                 |                                 | B                               | FC Emmen                        | 1                               | 0 | 1 |                               |                               |                               |                               |                               |   |           |                         |                         |                         |                         |                         |
|  | ED7                             | FC Emmen                        | B                               | FC Emmen                        | 1                               | 0 | 1 | 2                             | 1                             | 3                             |                               |                               |   |           |                         |                         |                         |                         |                         |
|  | ED7                             | FC Emmen                        |                                 |                                 |                                 |   |   | 2                             | 1                             | 3                             |                               |                               |   |           |                         |                         |                         |                         |                         |
|  | ED4                             | FC Dordrecht                    | 2                               | 0                               | 2                               |   |   |                               |                               |                               |                               |                               |   |           |                         |                         |                         |                         |                         |
|  | ED4                             | FC Dordrecht                    | 2                               | 0                               | 2                               |   |   |                               |                               |                               |                               |                               | D | NAC Breda | 6                       | 1                       | 7                       |                         |                         |
|  |                                 |                                 |                                 |                                 |                                 |   |   |                               |                               |                               |                               |                               | D | NAC Breda | 6                       | 1                       | 7                       |                         |                         |
|  |                                 | E                               | Excelsior Rotterdam             | 2                               | 4                               | 6 |   |                               |                               |                               |                               |                               |   |           |                         |                         |                         |                         |                         |
|  | ED6                             | De Graafschap                   | 2                               | 2                               | 4                               |   |   |                               |                               |                               |                               |                               |   |           |                         |                         |                         |                         |                         |
|  | ED6                             | De Graafschap                   | 2                               | 2                               | 4                               |   |   |                               |                               |                               |                               |                               |   |           |                         |                         |                         |                         |                         |
|  | ED5                             | ADO Den Haag                    | 3                               | 2                               | 5                               |   |   |                               |                               |                               |                               |                               |   |           |                         |                         |                         |                         |                         |
|  | ED5                             | ADO Den Haag                    | 3                               | 2                               | 5                               |   | C | ADO Den Haag                  | 1                             | 1                             | 2                             |                               |   |           |                         |                         |                         |                         |                         |
|  |                                 |                                 |                                 |                                 |                                 |   | C | ADO Den Haag                  | 1                             | 1                             | 2                             |                               |   |           |                         |                         |                         |                         |                         |
|  |                                 |                                 | ERE16                           | Excelsior Rotterdam             | 2                               | 7 | 9 |                               |                               |                               |                               |                               |   |           |                         |                         |                         |                         |                         |
|  |                                 |                                 | ERE16                           | Excelsior Rotterdam             | 2                               | 7 | 9 |                               |                               |                               |                               |                               |   |           |                         |                         |                         |                         |                         |
|  |                                 |                                 |                                 |                                 |                                 |   |   |                               |                               |                               |                               |                               |   |           |                         |                         |                         |                         |                         |

### Eerste ronde

#### Wedstrijd A
|                                     |                                    |         |                  | |
| Wedstrijd 1/2 13 mei 2024 20:00 uur | NAC Breda                          | 3 – 1   | Roda JC Kerkrade | Stadion: Rat Verlegh Stadion, Breda Toeschouwers: 17.153 Scheidsrechter: Oostrom Video-assistent: Higler |
| Wedstrijd 1/2 13 mei 2024 20:00 uur | Haugen 16' Janosek 55' (pen.), 58' | Verslag | 87' Koglin       | Stadion: Rat Verlegh Stadion, Breda Toeschouwers: 17.153 Scheidsrechter: Oostrom Video-assistent: Higler |
| Wedstrijd 1/2 13 mei 2024 20:00 uur |                                    |         |                  | Stadion: Rat Verlegh Stadion, Breda Toeschouwers: 17.153 Scheidsrechter: Oostrom Video-assistent: Higler |
| Wedstrijd 1/2 13 mei 2024 20:00 uur |                                    |         |                  | Stadion: Rat Verlegh Stadion, Breda Toeschouwers: 17.153 Scheidsrechter: Oostrom Video-assistent: Higler |
|                                     |                                    |         |                  | |

| |                  |         |                                                              | |
| Wedstrijd 2/2 17 mei 2024 20:00 uur                                                                                     | Roda JC Kerkrade | 0 – 5   | NAC Breda                                                    | Stadion: Parkstad Limburg Stadion, Kerkrade Toeschouwers: 11.523 Scheidsrechter: Van der Laan Video-assistent: Martens |
| Wedstrijd 2/2 17 mei 2024 20:00 uur                                                                                     |                  | Verslag | 44' Kemper 49' Janošek 59' Kuijpers 75' Koscelník 78' Haugen | Stadion: Parkstad Limburg Stadion, Kerkrade Toeschouwers: 11.523 Scheidsrechter: Van der Laan Video-assistent: Martens |
| Wedstrijd 2/2 17 mei 2024 20:00 uur                                                                                     |                  |         |                                                              | Stadion: Parkstad Limburg Stadion, Kerkrade Toeschouwers: 11.523 Scheidsrechter: Van der Laan Video-assistent: Martens |
| Wedstrijd 2/2 17 mei 2024 20:00 uur                                                                                     |                  |         |                                                              | Stadion: Parkstad Limburg Stadion, Kerkrade Toeschouwers: 11.523 Scheidsrechter: Van der Laan Video-assistent: Martens |
| Bijz.: NAC Breda won over twee wedstrijden met een totaalscore van 8 – 1. Roda JC Kerkrade blijft in de Eerste divisie. |                  |         |                                                              | |

#### Wedstrijd B
|                                     |                            |         |                          | |
| Wedstrijd 1/2 14 mei 2024 18:45 uur | FC Emmen                   | 2 – 2   | FC Dordrecht             | Stadion: De Oude Meerdijk, Emmen Toeschouwers: 6.945 Scheidsrechter: Van der Eijk Video-assistent: Bos |
| Wedstrijd 1/2 14 mei 2024 18:45 uur | Parzyszek 11' Besuijen 38' | Verslag | 26' Suray 50' Bronkhorst | Stadion: De Oude Meerdijk, Emmen Toeschouwers: 6.945 Scheidsrechter: Van der Eijk Video-assistent: Bos |
| Wedstrijd 1/2 14 mei 2024 18:45 uur |                            |         |                          | Stadion: De Oude Meerdijk, Emmen Toeschouwers: 6.945 Scheidsrechter: Van der Eijk Video-assistent: Bos |
| Wedstrijd 1/2 14 mei 2024 18:45 uur |                            |         |                          | Stadion: De Oude Meerdijk, Emmen Toeschouwers: 6.945 Scheidsrechter: Van der Eijk Video-assistent: Bos |
|                                     |                            |         |                          | |

| |              |         |              | |
| Wedstrijd 2/2 18 mei 2024 16:30 uur                                                                                | FC Dordrecht | 0 – 1   | FC Emmen     | Stadion: M-Scores Stadion, Dordrecht Toeschouwers: 3.853 Scheidsrechter: Van den Kerkhof Video-assistent: Gerrets |
| Wedstrijd 2/2 18 mei 2024 16:30 uur                                                                                |              | Verslag | 88' Besuijen | Stadion: M-Scores Stadion, Dordrecht Toeschouwers: 3.853 Scheidsrechter: Van den Kerkhof Video-assistent: Gerrets |
| Wedstrijd 2/2 18 mei 2024 16:30 uur                                                                                |              |         |              | Stadion: M-Scores Stadion, Dordrecht Toeschouwers: 3.853 Scheidsrechter: Van den Kerkhof Video-assistent: Gerrets |
| Wedstrijd 2/2 18 mei 2024 16:30 uur                                                                                |              |         |              | Stadion: M-Scores Stadion, Dordrecht Toeschouwers: 3.853 Scheidsrechter: Van den Kerkhof Video-assistent: Gerrets |
| Bijz.: FC Emmen won over twee wedstrijden met een totaalscore van 3 – 2. FC Dordrecht blijft in de Eerste divisie. |              |         |              | |

#### Wedstrijd C
|                                     |                                    |         |                                        | |
| Wedstrijd 1/2 14 mei 2024 21:00 uur | De Graafschap                      | 2 – 3   | ADO Den Haag                           | Stadion: De Vijverberg, Doetinchem Toeschouwers: 10.083 Scheidsrechter: Nagtegaal Video-assistent: Manschot |
| Wedstrijd 1/2 14 mei 2024 21:00 uur | A. Büttner 13' Fortes 90+7' (pen.) | Verslag | 30' Absalem 58' Van Mieghem 66' Schalk | Stadion: De Vijverberg, Doetinchem Toeschouwers: 10.083 Scheidsrechter: Nagtegaal Video-assistent: Manschot |
| Wedstrijd 1/2 14 mei 2024 21:00 uur |                                    |         |                                        | Stadion: De Vijverberg, Doetinchem Toeschouwers: 10.083 Scheidsrechter: Nagtegaal Video-assistent: Manschot |
| Wedstrijd 1/2 14 mei 2024 21:00 uur |                                    |         |                                        | Stadion: De Vijverberg, Doetinchem Toeschouwers: 10.083 Scheidsrechter: Nagtegaal Video-assistent: Manschot |
|                                     |                                    |         |                                        | |

| |                                  |         |                          | |
| Wedstrijd 2/2 18 mei 2024 20:00 uur                                                                                     | ADO Den Haag                     | 2 – 2   | De Graafschap            | Stadion: Bingoal Stadion, Den Haag Toeschouwers: 9.195 Scheidsrechter: Bos Video-assistent: Teuben |
| Wedstrijd 2/2 18 mei 2024 20:00 uur                                                                                     | Schalk 22', 36' Absalem 48', 78' | Verslag | 67' Seuntjens 74' Fortes | Stadion: Bingoal Stadion, Den Haag Toeschouwers: 9.195 Scheidsrechter: Bos Video-assistent: Teuben |
| Wedstrijd 2/2 18 mei 2024 20:00 uur                                                                                     |                                  |         |                          | Stadion: Bingoal Stadion, Den Haag Toeschouwers: 9.195 Scheidsrechter: Bos Video-assistent: Teuben |
| Wedstrijd 2/2 18 mei 2024 20:00 uur                                                                                     |                                  |         |                          | Stadion: Bingoal Stadion, Den Haag Toeschouwers: 9.195 Scheidsrechter: Bos Video-assistent: Teuben |
| Bijz.: ADO Den Haag won over twee wedstrijden met een totaalscore van 5 – 4. De Graafschap blijft in de Eerste divisie. |                                  |         |                          | |

### Halve finales

#### Wedstrijd D
|                                     |            |         |                     | |
| Wedstrijd 1/2 21 mei 2024 20:00 uur | NAC Breda  | 1 – 1   | FC Emmen            | Stadion: Rat Verlegh Stadion, Breda Toeschouwers: 18.361 Scheidsrechter: Nagtegaal Video-assistent: Van den Kerkhof |
| Wedstrijd 1/2 21 mei 2024 20:00 uur | Haugen 38' | Verslag | 82' (pen.) Besuijen | Stadion: Rat Verlegh Stadion, Breda Toeschouwers: 18.361 Scheidsrechter: Nagtegaal Video-assistent: Van den Kerkhof |
| Wedstrijd 1/2 21 mei 2024 20:00 uur |            |         |                     | Stadion: Rat Verlegh Stadion, Breda Toeschouwers: 18.361 Scheidsrechter: Nagtegaal Video-assistent: Van den Kerkhof |
| Wedstrijd 1/2 21 mei 2024 20:00 uur |            |         |                     | Stadion: Rat Verlegh Stadion, Breda Toeschouwers: 18.361 Scheidsrechter: Nagtegaal Video-assistent: Van den Kerkhof |
|                                     |            |         |                     | |

| |          |         |                                           | |
| Wedstrijd 2/2 25 mei 2024 16:30 uur                                                                             | FC Emmen | 0 – 3   | NAC Breda                                 | Stadion: De Oude Meerdijk, Emmen Toeschouwers: 8.309 Scheidsrechter: Dieperink Video-assistent: Lindhout |
| Wedstrijd 2/2 25 mei 2024 16:30 uur                                                                             |          | Verslag | 12' Haugen 14' Van den Bergh 57' Kuijpers | Stadion: De Oude Meerdijk, Emmen Toeschouwers: 8.309 Scheidsrechter: Dieperink Video-assistent: Lindhout |
| Wedstrijd 2/2 25 mei 2024 16:30 uur                                                                             |          |         |                                           | Stadion: De Oude Meerdijk, Emmen Toeschouwers: 8.309 Scheidsrechter: Dieperink Video-assistent: Lindhout |
| Wedstrijd 2/2 25 mei 2024 16:30 uur                                                                             |          |         |                                           | Stadion: De Oude Meerdijk, Emmen Toeschouwers: 8.309 Scheidsrechter: Dieperink Video-assistent: Lindhout |
| Bijz.: NAC Breda won over twee wedstrijden met een totaalscore van 4 – 1. FC Emmen blijft in de Eerste divisie. |          |         |                                           | |

#### Wedstrijd E
|                                     |              |         |                              | |
| Wedstrijd 1/2 22 mei 2024 18:45 uur | ADO Den Haag | 1 – 2   | Excelsior Rotterdam          | Stadion: Bingoal Stadion, Den Haag Toeschouwers: 11.935 Scheidsrechter: Van der Eijk Video-assistent: Oostrom |
| Wedstrijd 1/2 22 mei 2024 18:45 uur | Veerman 71'  | Verslag | 16' Driouech 23' Duijvestijn | Stadion: Bingoal Stadion, Den Haag Toeschouwers: 11.935 Scheidsrechter: Van der Eijk Video-assistent: Oostrom |
| Wedstrijd 1/2 22 mei 2024 18:45 uur |              |         |                              | Stadion: Bingoal Stadion, Den Haag Toeschouwers: 11.935 Scheidsrechter: Van der Eijk Video-assistent: Oostrom |
| Wedstrijd 1/2 22 mei 2024 18:45 uur |              |         |                              | Stadion: Bingoal Stadion, Den Haag Toeschouwers: 11.935 Scheidsrechter: Van der Eijk Video-assistent: Oostrom |
|                                     |              |         |                              | |

| |                                                                                   |         |                              | |
| Wedstrijd 2/2 25 mei 2024 20:00 uur                                                                                           | Excelsior Rotterdam                                                               | 7 – 1   | ADO Den Haag                 | Stadion: Van Donge & De Roo Stadion, Rotterdam Toeschouwers: 4.400 Scheidsrechter: Manschot Video-assistent: Kamphuis |
| Wedstrijd 2/2 25 mei 2024 20:00 uur                                                                                           | Parrott 3', 27', 31' (pen.) Driouech 40' Baas 55' (pen.) Goudmijn 71' Lamprou 72' | Verslag | 45+2' Veerman 82' Van Hintum | Stadion: Van Donge & De Roo Stadion, Rotterdam Toeschouwers: 4.400 Scheidsrechter: Manschot Video-assistent: Kamphuis |
| Wedstrijd 2/2 25 mei 2024 20:00 uur                                                                                           |                                                                                   |         |                              | Stadion: Van Donge & De Roo Stadion, Rotterdam Toeschouwers: 4.400 Scheidsrechter: Manschot Video-assistent: Kamphuis |
| Wedstrijd 2/2 25 mei 2024 20:00 uur                                                                                           |                                                                                   |         |                              | Stadion: Van Donge & De Roo Stadion, Rotterdam Toeschouwers: 4.400 Scheidsrechter: Manschot Video-assistent: Kamphuis |
| Bijz.: Excelsior Rotterdam won over twee wedstrijden met een totaalscore van 9 – 2. ADO Den Haag blijft in de Eerste divisie. |                                                                                   |         |                              | |

### Finale

#### Wedstrijd F
|                                     |                                                                                  |         |                                                         | |
| Wedstrijd 1/2 28 mei 2024 20:00 uur | NAC Breda                                                                        | 6 – 2   | Excelsior Rotterdam                                     | Stadion: Rat Verlegh Stadion, Breda Toeschouwers: 19.000 Scheidsrechter: Higler Video-assistent: Van Boekel |
| Wedstrijd 1/2 28 mei 2024 20:00 uur | Omgba 12' Janošek 39' (pen.) Van den Bergh 42' Koscelník 74' Ómarsson 78', 90+4' | Verslag | 25' 38' Duijvestijn 45+6' (pen.) Parrott 15', 72' Zagré | Stadion: Rat Verlegh Stadion, Breda Toeschouwers: 19.000 Scheidsrechter: Higler Video-assistent: Van Boekel |
| Wedstrijd 1/2 28 mei 2024 20:00 uur |                                                                                  |         |                                                         | Stadion: Rat Verlegh Stadion, Breda Toeschouwers: 19.000 Scheidsrechter: Higler Video-assistent: Van Boekel |
| Wedstrijd 1/2 28 mei 2024 20:00 uur |                                                                                  |         |                                                         | Stadion: Rat Verlegh Stadion, Breda Toeschouwers: 19.000 Scheidsrechter: Higler Video-assistent: Van Boekel |
|                                     |                                                                                  |         |                                                         | |

| |                                                |         |             | |
| Wedstrijd 2/2 2 juni 2024 18:00 uur | Excelsior Rotterdam                            | 4 – 1   | NAC Breda   | Stadion: Van Donge & De Roo Stadion, Rotterdam Toeschouwers: 4.500 Scheidsrechter: Makkelie Video-assistent: Dieperink |
| Wedstrijd 2/2 2 juni 2024 18:00 uur | Parrott 20', 35' (pen.), 50' Kemper 42' (e.d.) | Verslag | 58' Staring | Stadion: Van Donge & De Roo Stadion, Rotterdam Toeschouwers: 4.500 Scheidsrechter: Makkelie Video-assistent: Dieperink |
| Wedstrijd 2/2 2 juni 2024 18:00 uur |                                                |         |             | Stadion: Van Donge & De Roo Stadion, Rotterdam Toeschouwers: 4.500 Scheidsrechter: Makkelie Video-assistent: Dieperink |
| Wedstrijd 2/2 2 juni 2024 18:00 uur |                                                |         |             | Stadion: Van Donge & De Roo Stadion, Rotterdam Toeschouwers: 4.500 Scheidsrechter: Makkelie Video-assistent: Dieperink |
| Bijz.: NAC Breda won over twee wedstrijden met een totaalscore van 7 – 6 en is gepromoveerd naar de Eredivisie. Excelsior Rotterdam is gedegradeerd naar de Eerste divisie. |                                                |         |             | |

## Play-offs om promotie/degradatie Tweede/Derde divisie
In de play-offs om promotie en degradatie tussen de Tweede en Derde divisie, ging het tussen de nummers 14 en 15 (van de in totaal 16 eerste elftallen) uit de Tweede divisie en de 6 (plaatsvervangende) periodekampioenen uit de Derde divisie A & B.
Bij deze play-offs werden drie ronden gespeeld, ieder over twee wedstrijden. Wanneer de twee wedstrijden samen op een gelijkspel zouden uitkomen, werd er verlengd. Indien er na 2x15 minuten geen winnaar bekend was, werden er strafschoppen genomen.
|  | eerste ronde 29 mei en 1 juni | eerste ronde 29 mei en 1 juni | eerste ronde 29 mei en 1 juni | eerste ronde 29 mei en 1 juni |       |                | tweede ronde 5 en 8 juni | tweede ronde 5 en 8 juni | tweede ronde 5 en 8 juni | tweede ronde 5 en 8 juni |  |                     | derde ronde 12 en 15 juni | derde ronde 12 en 15 juni | derde ronde 12 en 15 juni | derde ronde 12 en 15 juni |
|  |                               |                               |                               |                               |       |                |                          |                          |                          |                          |  |                     |                           |                           |                           |                           |
|  | Harkemase Boys (w.n.s.)       | 1                             | 1                             | 2 (6)                         |       |                |                          |                          |                          |                          |  |                     |                           |                           |                           |                           |
|  | SteDoCo                       | 1                             | 1                             | 2 (5)                         |       |                |                          |                          |                          |                          |  |                     |                           |                           |                           |                           |
|  | SteDoCo                       | 1                             | 1                             | 2 (5)                         |       | Harkemase Boys | 1                        | 1                        | 2                        |                          |  |                     |                           |                           |                           |                           |
|  |                               |                               |                               |                               |       | Harkemase Boys | 1                        | 1                        | 2                        |                          |  |                     |                           |                           |                           |                           |
|  |                               | Excelsior Maassluis (w.n.v.)  | 1                             | 2                             | 3     |                |                          |                          |                          |                          |  |                     |                           |                           |                           |                           |
|  | USV Hercules                  | Excelsior Maassluis (w.n.v.)  | 1                             | 2                             | 3     | 1              | 0                        | 1                        |                          |                          |  |                     |                           |                           |                           |                           |
|  | USV Hercules                  |                               |                               |                               |       | 1              | 0                        | 1                        |                          |                          |  |                     |                           |                           |                           |                           |
|  | Excelsior Maassluis           | 1                             | 3                             | 4                             |       |                |                          |                          |                          |                          |  |                     |                           |                           |                           |                           |
|  | Excelsior Maassluis           | 1                             | 3                             | 4                             |       |                |                          |                          |                          |                          |  | Excelsior Maassluis | 3                         | 3                         | 6                         |                           |
|  |                               |                               |                               |                               |       |                |                          |                          |                          |                          |  | Excelsior Maassluis | 3                         | 3                         | 6                         |                           |
|  |                               | SC Genemuiden                 | 1                             | 0                             | 1     |                |                          |                          |                          |                          |  |                     |                           |                           |                           |                           |
|  | Blauw Geel '38 (w.n.s.)       | SC Genemuiden                 | 1                             | 0                             | 1     | 2              | 1                        | 3 (5)                    |                          |                          |  |                     |                           |                           |                           |                           |
|  | Blauw Geel '38 (w.n.s.)       |                               |                               |                               |       | 2              | 1                        | 3 (5)                    |                          |                          |  |                     |                           |                           |                           |                           |
|  | Kozakken Boys                 | 1                             | 2                             | 3 (4)                         |       |                |                          |                          |                          |                          |  |                     |                           |                           |                           |                           |
|  | Kozakken Boys                 | 1                             | 2                             | 3 (4)                         |       | Blauw Geel '38 | 4                        | 3                        | 7 (3)                    |                          |  |                     |                           |                           |                           |                           |
|  |                               |                               |                               |                               |       | Blauw Geel '38 | 4                        | 3                        | 7 (3)                    |                          |  |                     |                           |                           |                           |                           |
|  |                               | SC Genemuiden (w.n.s.)        | 3                             | 4                             | 7 (4) |                |                          |                          |                          |                          |  |                     |                           |                           |                           |                           |
|  | SV TEC                        | SC Genemuiden (w.n.s.)        | 3                             | 4                             | 7 (4) | 1              | 1                        | 2                        |                          |                          |  |                     |                           |                           |                           |                           |
|  | SV TEC                        |                               |                               |                               |       | 1              | 1                        | 2                        |                          |                          |  |                     |                           |                           |                           |                           |
|  | SC Genemuiden                 | 0                             | 5                             | 5                             |       |                |                          |                          |                          |                          |  |                     |                           |                           |                           |                           |

1. ↑  Excelsior Maassluis blijft in de Tweede divisie.
2. ↑  Kozakken Boys is gedegradeerd naar de Derde divisie.

## Play-offs om promotie/degradatie Derde divisie/Vierde divisie
In de play-offs om promotie en degradatie tussen de Derde divisie en de Vierde divisie, ging het tussen de nummers 15 en 16 (van de in totaal 18 elftallen) uit de Derde divisie A & B en de 12 (plaatsvervangende) periodekampioenen uit de vier Vierde divisie-competities.
Bij deze play-offs werden twee ronden gespeeld, ieder over twee wedstrijden. Wanneer de twee wedstrijden samen op een gelijkspel zouden uitkomen, werd er verlengd. Indien er na 2x15 minuten geen winnaar bekend was, werden er strafschoppen genomen.

### Derde divisie A / Vierde divisie A & D
|  | eerste ronde 29 mei en 1 juni | eerste ronde 29 mei en 1 juni | eerste ronde 29 mei en 1 juni | eerste ronde 29 mei en 1 juni |   |              | tweede ronde 5 en 8 juni | tweede ronde 5 en 8 juni | tweede ronde 5 en 8 juni | tweede ronde 5 en 8 juni |
|  |                               |                               |                               |                               |   |              |                          |                          |                          |                          |
|  | HBC (w.n.s.)                  | 0                             | 2                             | 2 (4)                         |   |              |                          |                          |                          |                          |
|  | VV Scherpenzeel               | 0                             | 2                             | 2 (3)                         |   |              |                          |                          |                          |                          |
|  | VV Scherpenzeel               | 0                             | 2                             | 2 (3)                         |   | HBC          | 2                        | 2                        | 4                        |                          |
|  |                               |                               |                               |                               |   | HBC          | 2                        | 2                        | 4                        |                          |
|  |                               | JOS Watergraafsmeer           | 1                             | 0                             | 1 |              |                          |                          |                          |                          |
|  | JOS Watergraafsmeer (w.n.v.)  | JOS Watergraafsmeer           | 1                             | 0                             | 1 | 1            | 4                        | 5                        |                          |                          |
|  | JOS Watergraafsmeer (w.n.v.)  |                               |                               |                               |   | 1            | 4                        | 5                        |                          |                          |
|  | VV Staphorst                  | 2                             | 2                             | 4                             |   |              |                          |                          |                          |                          |
|  | VV Staphorst                  | 2                             | 2                             | 4                             |   |              |                          |                          |                          |                          |
|  |                               |                               |                               |                               |   |              |                          |                          |                          |                          |
|  |                               |                               |                               |                               |   |              |                          |                          |                          |                          |
|  |                               |                               |                               |                               |   |              |                          |                          |                          |                          |
|  |                               |                               |                               |                               |   |              |                          |                          |                          |                          |
|  | Rohda Raalte                  | 1                             | 3                             | 4                             |   |              |                          |                          |                          |                          |
|  | Rohda Raalte                  | 1                             | 3                             | 4                             |   |              |                          |                          |                          |                          |
|  | VV Hoogeveen                  | 3                             | 0                             | 3                             |   |              |                          |                          |                          |                          |
|  | VV Hoogeveen                  | 3                             | 0                             | 3                             |   | Rohda Raalte | 0                        | 0                        | 0                        |                          |
|  |                               |                               |                               |                               |   | Rohda Raalte | 0                        | 0                        | 0                        |                          |
|  |                               | SV Huizen                     | 1                             | 0                             | 1 |              |                          |                          |                          |                          |
|  | AZSV                          | SV Huizen                     | 1                             | 0                             | 1 | 0            | 1                        | 1                        |                          |                          |
|  | AZSV                          |                               |                               |                               |   | 0            | 1                        | 1                        |                          |                          |
|  | SV Huizen                     | 1                             | 1                             | 2                             |   |              |                          |                          |                          |                          |

1. ↑  HBC is gepromoveerd naar de Derde divisie.
2. ↑  VV Staphorst is gedegradeerd naar de Vierde divisie.
3. ↑  VV Hoogeveen is gedegradeerd naar de Vierde divisie.
4. ↑  SV Huizen is gepromoveerd naar de Derde divisie.

### Derde divisie B / Vierde divisie B & C
|  | eerste ronde 29 mei en 1 juni | eerste ronde 29 mei en 1 juni | eerste ronde 29 mei en 1 juni | eerste ronde 29 mei en 1 juni |   |              | tweede ronde 5 en 8 juni | tweede ronde 5 en 8 juni | tweede ronde 5 en 8 juni | tweede ronde 5 en 8 juni |
|  |                               |                               |                               |                               |   |              |                          |                          |                          |                          |
|  | VV Smitshoek                  | 1                             | 2                             | 3                             |   |              |                          |                          |                          |                          |
|  | AWC                           | 1                             | 0                             | 1                             |   |              |                          |                          |                          |                          |
|  | AWC                           | 1                             | 0                             | 1                             |   | VV Smitshoek | 1                        | 1                        | 2                        |                          |
|  |                               |                               |                               |                               |   | VV Smitshoek | 1                        | 1                        | 2                        |                          |
|  |                               | Achilles Veen                 | 0                             | 0                             | 0 |              |                          |                          |                          |                          |
|  | RKVV Westlandia               | Achilles Veen                 | 0                             | 0                             | 0 | 0            | 0                        | 0                        |                          |                          |
|  | RKVV Westlandia               |                               |                               |                               |   | 0            | 0                        | 0                        |                          |                          |
|  | Achilles Veen                 | 3                             | 2                             | 5                             |   |              |                          |                          |                          |                          |
|  | Achilles Veen                 | 3                             | 2                             | 5                             |   |              |                          |                          |                          |                          |
|  |                               |                               |                               |                               |   |              |                          |                          |                          |                          |
|  |                               |                               |                               |                               |   |              |                          |                          |                          |                          |
|  |                               |                               |                               |                               |   |              |                          |                          |                          |                          |
|  |                               |                               |                               |                               |   |              |                          |                          |                          |                          |
|  | VV Dongen                     | 1                             | 1                             | 2 (2)                         |   |              |                          |                          |                          |                          |
|  | VV Dongen                     | 1                             | 1                             | 2 (2)                         |   |              |                          |                          |                          |                          |
|  | GVV Unitas (w.n.s.)           | 1                             | 1                             | 2 (4)                         |   |              |                          |                          |                          |                          |
|  | GVV Unitas (w.n.s.)           | 1                             | 1                             | 2 (4)                         |   | GVV Unitas   | 2                        | 0                        | 2                        |                          |
|  |                               |                               |                               |                               |   | GVV Unitas   | 2                        | 0                        | 2                        |                          |
|  |                               | FC 's-Gravenzande             | 2                             | 1                             | 3 |              |                          |                          |                          |                          |
|  | RKSV Halsteren                | FC 's-Gravenzande             | 2                             | 1                             | 3 | 2            | 0                        | 2                        |                          |                          |
|  | RKSV Halsteren                |                               |                               |                               |   | 2            | 0                        | 2                        |                          |                          |
|  | FC 's-Gravenzande             | 3                             | 2                             | 5                             |   |              |                          |                          |                          |                          |

1. ↑  AWC is gedegradeerd naar de Vierde divisie.
2. ↑  VV Smitshoek is gepromoveerd naar de Derde divisie.
3. ↑  FC 's-Gravenzande is gepromoveerd naar de Derde divisie.

### Play-offs om open plaats Derde divisie
Omdat het zondagelftal van SV OSS '20 werd opgeheven, kwam er een plek vrij in de Derde divisie. De vier verliezende finalisten uit beide play-offs speelden twee extra ronden tegen elkaar om de plek in de Derde divisie.
|  | eerste ronde 12 juni | eerste ronde 12 juni |  |            | tweede ronde 15 juni (op neutraal terrein) | tweede ronde 15 juni (op neutraal terrein) |
|  |                      |                      |  |            |                                            |                                            |
|  |                      |                      |  |            |                                            |                                            |
|  | Rohda Raalte         | 2                    |  |            |                                            |                                            |
|  | Achilles Veen        | 1                    |  |            |                                            |                                            |
|  |                      |                      |  |            | Rohda Raalte                               | 4                                          |
|  |                      |                      |  | GVV Unitas | 0                                          |                                            |
|  | JOS Watergraafsmeer  | 2                    |  |            |                                            |                                            |
|  | GVV Unitas           | 3                    |  |            |                                            |                                            |

1. ↑  Rohda Raalte is gepromoveerd naar de Derde divisie.
2. ↑  GVV Unitas is gedegradeerd naar de Vierde divisie.